# تييري هازارد
تييري هازارد (بالفرنسية: Thierry Hazard)‏ هو مغني فرنسي، ولد في 7 يونيو 1962 في كومبيين في فرنسا.

## وصلات خارجية
- تييري هازارد على موقع ميوزك برينز (الإنجليزية)
- تييري هازارد على موقع ديسكوغز (الإنجليزية)